# Dmitri Walerjewitsch Markitessow
Dmitri Walerjewitsch Markitessow (russisch Дмитрий Валерьевич Маркитесов; * 22. März 2001 in Moskau) ist ein russischer Fußballspieler.

## Karriere

### Verein
Markitessow begann seine Karriere bei Spartak Moskau. Im März 2019 debütierte er gegen Zenit-2 St. Petersburg für die zweite Mannschaft von Spartak in der zweitklassigen Perwenstwo FNL. Bis zum Ende der Saison 2018/19 kam er zu sechs Zweitligaeinsätzen. Im Februar 2020 stand er gegen den FK Dynamo Moskau auch erstmals im Kader der ersten Mannschaft des Hauptstadtklubs.
Sein Debüt in der Premjer-Liga gab Markitessow im Juni 2020, als er am 24. Spieltag der Saison 2019/20 gegen den FK Ufa in der Nachspielzeit für Roman Sobnin eingewechselt wurde. Bis Saisonende kam er zu zwei Einsätzen in der höchsten russischen Spielklasse.

### Nationalmannschaft
Markitessow spielte zwischen 2016 und 2019 von der U-16 bis zur U-18 für russische Jugendnationalauswahlen.